# Yinhe-Zwischenfall
Der Yinhe-Zwischenfall (chinesisch 銀河號事件 / 银河号事件, Pinyin yínhéhào shìjiàn) 1993 basierte auf der falschen Annahme der Regierung der Vereinigten Staaten, dass das aus China stammende Containerschiff Yinhe (银河号 ‚Milchstraße‘) Chemiewaffenmaterial in den Iran befördere. Die US Navy hinderte die Yinhe in den internationalen Gewässern des Indischen Ozeans fast einen Monat lang einen Hafen anzulaufen. Der von den USA unterzeichnete Abschlusskontrollbericht kam zu dem Schluss, dass kein Material für chemische Waffen an Bord war. Die US-Regierung weigerte sich jedoch, sich zu entschuldigen, „weil die Vereinigten Staaten in gutem Glauben auf Geheimdienstinformationen reagiert hatten“ und dabei eventuell auf eine chinesische Provokation hineingefallen sein könnten. Danach nahm der Nationalismus in China zu, obwohl die chinesische Regierung versuchte, den Effekt herunterzuspielen und die wirtschaftlichen Beziehungen zu den USA zu verbessern. Ein Bericht des US-Repräsentantenhauses aus dem Jahr 2001 kam zu dem Schluss, dass der Yinhe-Vorfall in China „wiederholt als Fall  internationalen Mobbings durch die Vereinigten Staaten zitiert wurde“.

## Das Schiff
Das Containerschiff Yinhe gehörte zur Flotte der chinesischen Reederei COSCO und befuhr eine festgelegte Route zwischen dem Hafen von Tianjin, Shanghai, Hongkong, Singapur, Jakarta, Dubai, Daman und Diu und Kuwait.